# Vujović
Vujović je priimek več oseb:
- Đuro Vujović, narodni heroj
- Luka Vujović, črnogorski politik
- Milovan Vujović, general
- Mitar Vujović, general
- Ratko Vujović, general
- Veselin Vujović, črnogorski rokometaš